# HAL (software)
HAL was een softwareproject dat een hardware-abstractielaag aanbood voor Unix-achtige besturingssystemen. Met HAL kon hardware aangesproken worden via een API vanuit een computerprogramma zodat het programma geen kennis hoefde te hebben van alle geavanceerde functionaliteit. HAL is verouderd, aangezien de functionaliteit van HAL geïntegreerd werd in udev in de periode 2008-2010. Voorheen was HAL een uitbreiding op udev waarbij udev op lager niveau functioneerde. Udev is de apparaatbeheerder voor de Linuxkernel.
De laatste versie van HAL is 0.5.14 en werd uitgebracht op 30 november 2009. HAL wordt uitgebracht onder de GPL, waardoor het vrije software is. HAL werd gebruikt door GNOME en KDE, maar werd vervangen door udev in de meeste Linuxdistributies.